# Команда Умизуми
Команда Умизуми (англ. Team Umizoomi) — анимационный сериал производства Nick Jr., действие которого происходит в Уми Сити — вымышленном красочном городе, где улицы вымощены оригами. В команду Умизуми входят три персонажа — Милли, Гео и Бот, которые используют свои «силы математики» для того, чтобы помогать жителям Уми Сити.
Зрители могут присоединиться к этим маленьким, но сильным героям на правах их «Уми-друзей», отвечая на вопросы и решая задачи, которые ставят перед Командой жители Уми Сити.
Сериал рассчитан на детей дошкольного возраста.

## Персонажи
- Миллус Рут (Милли) Уми

Шестилетняя девочка Милли имеет способности к моделированию и измерению. Например, она может менять форму своего платья или дизайн различных предметов, пользуясь волшебными словами «/Сила узоров». Её волосы, завязанные в хвостики, могут использоваться для измерения; в таком случае Команда Умизуми пропевает слова «/Милли-линейка». Милли — подруга Бота и сестра Гео. Её озвучили София Фокс (1 сезон) и Мадлен Роуз Йен (2-4 сезоны)
- Джордж Роберт (Гео) Уми

Гео, младшему брату Милли, пять лет. Он катается на супер-роликах и также владеет особой силой математики. У Гео есть волшебный пояс с изображениями геометрических фигур, которые можно активизировать, пропев заклинание «/Чудо-фигуры». Часто Команда нуждается в разнообразных транспортных средствах, и Гео, как правило, помогает создать необходимые машины и агрегаты из всевозможных фигур. Его Озвучили Итан Кемпнер (1-3 сезоны) и Хуан Мирт (сезон 4)
- Робот Уильям (Бот) Уми

Робот — любимый друг малышей. Он любит петь, танцевать и веселиться, а кроме того, помогает друзьям в решении математических задач. Руки и ноги Бота вырастают, когда тот говорит «/Руки, тянитесь!» или «/Ноги, тянитесь!». На голове у Бота небольшой приёмник (наподобие спутниковой тарелки), принимающий звонки от жителей города — так называемый …сигнал. Кроме того, Бот имеет экран на передней панели «/Пузивизор», где можно просматривать фотографии и видеоролики про ребят, которые просят у Команды помощи. На задней панели Бота расположен багажник, куда можно положить всё, что понадобится в путешествии. В каждом эпизоде Милли называет Бота лучшим другом-роботом. Его Озвучил Донован Пэттон
- Умимобиль

Маленький оранжевый автомобиль команды. В различных эпизодах ведет себя как живое существо.

## Русский дубляж
Мультсериал был дублирован студией «DR Studios» по заказу «SDI Media Ukraine».
Роли дублировали:
- Екатерина Брайковская — Миллус Рут (Милли) Уми
- Анна Кузина — Джордж Роберт (Гео) Уми
- Владимир Остапчук — Робот Уильям (Бот) Уми

Остальные голоса: Павел Ли, Александр Погребняк, Наталья Романько-Киселёва, Павел Скороходько, Андрей Фединчик, Марина Локтионова и Елизавета Зиновенко.

## Международные релизы
| Страна / Регион | Премьера        | Канал                        |
| --------------- | --------------- | ---------------------------- |
| США             | 25 января 2010  | Nickelodeon                  |
| США             | 16 февраля 2010 | Nick Jr.                     |
| Германия        | 12 марта 2010   | Nickelodeon                  |
| Нидерланды      | Апрель 2010     | Nick Jr.                     |
| Филиппины       | 5 апреля 2010   | Nickelodeon (Southeast Asia) |
| Канада          | ?               | Treehouse TV                 |
| Канада          | Скоро           | Access (TV channel)          |
| Австралия       | Июль 2010       | Nick Jr. (Australia)         |
| Россия          | 24 июля 2010    | Nickelodeon Russia           |
| Украина         | ?               | Nickelodeon Ukraine          |
| Казахстан       | ?               | Balapan                      |